# Raïon de Pinega
Le raïon de Pinega (en russe : Пи́нежский райо́н, Pinejski raïon) est une subdivision administrative (raïon) et une municipalité (raïon municipal) de l'oblast d'Arkhangelsk dans le Nord de la Russie européenne. Situé dans le nord-est de l'oblast, il est frontalier de la république des Komis. Son centre administratif est le village de Kargopory, et il compte en tout 14 localités, réparties en 124 municipalités. Sa population s'élevait à 8 026 habitants en 2023.

## Géographie
Le raïon se situe dans l'oblast d'Arkhangelsk, un sujet de la fédération de Russie situé dans le Nord de la Russie européenne. Le sujet fait partie du district fédéral du Nord-Ouest, et il inclus comme tout l'oblast dans la région du Nord. Comme tout l'oblast, il est situé dans le fuseau horaire MSK (heure de Moscou). Le décalage horaire appliqué par rapport au temps universel coordonné est +03:00.